# تشقابلك هرقروش (مقاطعة تشرداول)
تشقابلك هرقروش (بالفارسية: چقابلک هرقروش) هي قرية تقع في قسم بيجنوند الريفي (مقاطعة تشرداول) في إيران. يقدر عدد سكانها بـ 116 نسمة .